# 마리아 비달
마리아 엘레나 비달(영어: Maria Elena Vidal, 1960년 8월 1일 ~ )은 미국의 가수이다. 그녀는 미국 댄스 차트에서 8위, 핫 100에서 48위, 남아프리카 공화국 스프링복 차트에서 5위, 영국에서 11위에 올랐고, 그외 다양한 국제 차트에도 오른 1984년 영화 보디 록 주제가인 히트 싱글 "Body Rock"으로 유명하다. 